# 雪の道しるべ
「雪の道しるべ」（ゆきのみちしるべ）は、松任谷由実の配信限定シングル。2020年11月16日にユニバーサルミュージックより配信開始した。39枚目のオリジナルアルバム『深海の街』にも収録。

## 概要
- 前作「知らないどうし」から約1ヶ月ぶりにリリースされたシングル。同年に配信されたシングル「あなたと 私と」と同様に、事前の告知なしでのリリースとなった。
- 2019年にハウス食品「北海道シチュー」のCMソングとして書き下ろされた楽曲[1]。「Forgiveness」「あなたに会う旅」に次いで3度目の起用となる。
- リリース日と同日に、ハウス食品「北海道シチュー」のブランドサイトと松任谷由実オフィシャルYouTubeチャンネルで、松坂桃李が出演する新TVCM『幸せを北海道から・似たもの夫婦』篇のWEB限定ムービーも公開された[2][3][4]。

## 収録曲
| #  | タイトル         | 作詞・作曲 | 編曲       | 時間 |
| -- | ---------------- | ---------- | ---------- | ---- |
| 1. | 「雪の道しるべ」 | 松任谷由実 | 松任谷正隆 | 4:16 |